# Первомайський (Шипуновський район)
Первома́йський (рос. Первомайский) — селище у складі Шипуновського району Алтайського краю, Росія. Адміністративний центр Первомайської сільської ради.

## Населення
Населення — 625 осіб (2010; 727 у 2002).
Національний склад (станом на 2002 рік):
- росіяни — 93 %